# 339-я стрелковая дивизия
339-я стрелковая Таманско-Бранденбургская Краснознамённая, ордена Суворова дивизия — общевойсковое соединение (стрелковая дивизия) ВС СССР, в Великой Отечественной войне.
В действующей армии с октября 1941 года по 29 мая 1945 года.
Сокращённое наименование — 339 сд.

## Боевой путь
Сформирована в августе-сентябре 1941 года в Северо-Кавказском военном округе в основном из уроженцев Ростовской области. В связи с этим части дивизии получили «шефские» знамёна и наименования: 1133-й Таганрогский, 1135-й Сальский, 1137-й Ростовский, 900-й Азовский артиллерийский полки. Личный состав проходил первоначальную подготовку в Персиановских лагерях под городом Новочеркасск.
В связи с тем, что в начале октября 1941 года части 18-й армии, прикрывавшей ростовское направление, были окружены и разбиты под Черниговкой, 339-я стрелковая дивизия была выдвинута в район р. Миус в распоряжение сначала Таганрогского боевого участка, а затем 9-й армии. Стрелковое оружие было получено при выдвижении на фронт, противотанковых средств практически не было, из-за нехватки вооружения подразделения оснащались действующими музейными экспонатами гражданской войны.
12 октября 1941 года в районе с. Ряженое — х. Богатырёв произошли первые столкновения с передовыми отрядами 1-й танковой группы Клейста. 13 октября дивизия переправилась на правый берег р. Миус и наступала в юго-западном направлении, продвинувшись за несколько дней на 10 — 15 км и понеся большие потери. 17 октября немецкие войска силами 14-й танковой и 60-й моторизованной дивизий перешли в наступление, разбив 1137-й Ростовский полк. 20 октября в районе с. Б. Неклиновка тоже был окружён и практически полностью уничтожен 1135-й Сальский полк.
Затем дивизия в составе советских войск отступала, а в ходе зимнего контрнаступления под Ростовом вернулась на Миус-фронт в район с. Матвеев Курган, где находилась до июля 1942 года когда началось немецкое наступление на Кавказ и Сталинград.
В августе 1942 года дивизия, отступив в предгорья Кавказа, вошла в подчинение 47-й армии и в течение полугода оборонялась на рубеже: Дербентская — Азовская — Ильская и далее по высотам южнее Холмской и Ахтырской. Затем части дивизии принимали участие в освобождении Кубани и Таманского полуострова, а также в Керченско-Эльтигенском десанте.
В Крымской операции 1944 года личный состав соединения входил в состав подвижной группы 16-го стрелкового корпуса, освободил Керчь и участвовал в освобождении Севастополя.
В дальнейшем дивизия была передана в состав 1-го Белорусского фронта и принимала участие в Висло-Одерской операции (Варшавско-Познанская фронтовая наступательная операция (1945) и взятии Берлина (Зееловско-Берлинская и Бранденбургско-Ратеновская фронтовые наступательные операции). Боевой путь дивизия окончила на Эльбе.
Расформирована согласно директиве Ставки ВГК № 11095 командующему войсками 1-го Белорусского фронта «О переименовании фронта в группу советских оккупационных войск в Германии и её составе» от 29 мая 1945 года. Войска обращены на доукомплектование войск группы.
Последний из остававшихся в живых бойцов дивизии, Моргун Степан Степанович, скончался в марте 2020 года в Краснодаре.

## Подчинение
- СКВО — август — сентябрь 1941 г.
- 9-я армия — октябрь-ноябрь 1941 г., январь 1942 г.
- 37-я армия — декабрь 1941 г.
- 56-я армия — февраль — ноябрь 1942 г., апрель 1943 г.
- 47-я армия — декабрь 1942 г. — март 1943 г.
- 21-й стрелковый корпус — май-июнь 1943 г.
- 22-й стрелковый корпус — июль 1943 г.
- 16-й стрелковый корпус — с сентября 1943 г. по май 1945 г.

## Состав
- управление
- 1133-й стрелковый полк
- 1135-й стрелковый полк
- 1137-й стрелковый полк
- 900-й артиллерийский полк
- 17-й отдельный истребительно-противотанковый дивизион
- 399-я отдельная разведывательная рота
- 617-й отдельный сапёрный батальон
- 788-й отдельный батальон связи (1448 отдельная рота связи)
- 422-й медико-санитарный батальон
- 45-я отдельная рота химзащиты
- 165-я автотранспортная рота
- 191-я полевая хлебопекарня
- 760-й дивизионный ветеринарный лазарет
- 369-я полевая почтовая станция
- 792-я полевая касса Госбанка

Периоды вхождения в состав Действующей армии:
- 9 октября 1941 года −13 апреля 1943 года
- 15 июня 1943 года — 9 сентября 1944 года
- 19 октября 1944 года − 9 мая 1945 года

Перечень № 5 Стрелковых, горнострелковых, мотострелковых и моторизованных дивизий, входивших в состав действующей армии в годы Великой Отечественной войны 1941—1945 гг. / А. П. Покровский. — М.: Министерство обороны, 1956. — 218 с.

## Командир
- Пыхтин, Александр Михайлович (29.08.1941 — 15.12.1941), полковник;
- Морозов, Павел Иванович (16.12.1941 — 11.08.1942), полковник;
- Кулаков, Теодор Сергеевич (14.08.1942 — 16.11.1943), полковник, с 17.11.1943 генерал-майор (погиб 16.11.1943, ГСС);
- Пустовит, Григорий Миронович (17.11.1943 — 01.03.1944), полковник;
- Василенко, Гавриил Тарасович (02.03.1944 — 09.05.1945), полковник, с 27.04.1945 генерал-майор.

## Награды и наименования
| Награда (наименование)                  | Дата                                                               | За что награждена |
| --------------------------------------- | ------------------------------------------------------------------ | --- |
| Почётное наименование «Таманская»       | Приказ Верховного Главнокомандующего СССР № 031 от 09.10.1943 года | в ознаменование одержанной победы и за отличие в боях за освобождение Таманского полуострова.                                                                      |
| Почётное наименование «Бранденбургская» | Приказ Верховного Главнокомандующего СССР № 058 от 05.04.1945 года | в ознаменование одержанной победы и за отличие в боях при вторжении в провинцию Бранденбург.                                                                       |
| Орден Красного Знамени                  | Указ Президиума Верховного Совета СССР от 24 апреля 1944 года      | за образцовое выполнение заданий командования в боях за освобождение города Феодосии и проявленные при этом доблесть и мужество..                                  |
| Орден Суворова II степени               | Указ Президиума Верховного Совета СССР от 19 февраля 1945 года     | За образцовое выполнение заданий командования в боях с немецкими захватчиками при прорыве обороны немцев южнее Варшавы и проявленные при этом доблесть и мужество. |

Награды частей дивизии:
- 1133-й стрелковый Севастопольский[8] Краснознаменный[9]полк
- 1135-й стрелковый Сальский ордена Суворова[9] полк
- 1137-й стрелковый Ростовский ордена Суворова[9] полк
- 900-й артиллерийский Азовский ордена Кутузова[10] полк
- 617-й отдельный сапёрный ордена Красной Звезды[9] батальон
- 788-й отдельный ордена Красной Звезды[9] батальон связи

## Отличившиеся воины дивизии
| Награда | Ф. И. О.                        | Должность                                                                                                   | Звание            | Дата награждения                                           | Примечания                      |
| ------- | ------------------------------- | --- | ----------------- | ---------------------------------------------------------- | ------------------------------- |
|         | Алиев, Шамсула Файзулла оглы    | заместитель командира 2-го батальона 1135-го ордена Суворова III-й степени Сальского стрелкового полка      | капитан           | 16.05.1944                                                 | погиб 13.11.1943                |
|         | Голощапов, Алексей Кириллович   | комсорг батальона 1133-го Таганрогского Краснознамённого стрелкового полка                                  | старший сержант   | 24.03.1945                                                 | посмертно                       |
|         | Доев, Давид Тебоевич            | снайпер 1133-го Таганрогского Краснознамённого стрелкового полка                                            | старшина          | 16.05.1944                                                 | погиб 12.11.1943                |
|         | Золотухин, Иван Пантелеевич     | разведчик 1137-го ордена Кутузова III-й степени Ростовский стрелкового полка                                | рядовой           | 15.05.1946                                                 |                                 |
|         | Кулаков, Теодор Сергеевич       | командир дивизии                                                                                            | генерал-майор     | 16.05.1944                                                 | погиб 16.11.1943                |
|         | Куликов, Николай Иванович       | командир батальона 1133-го Таганрогского Краснознамённого стрелкового полка                                 | майор             | 27.02.1945                                                 |                                 |
|         | Луговской, Мичеслав Емельянович | командир отделения 1137-го ордена Кутузова III-й степени Ростовского стрелкового полка                      | сержант           | 16.05.1944                                                 |                                 |
|         | Нежигай, Иван Лукич             | командир роты 1133-го стрелкового полка                                                                     | капитан           | 27.02.1945                                                 |                                 |
|         | Нестеров, Алексей Степанович    | командир расчёта взвода 45-мм пушек 1137-го ордена Кутузова III-й степени Ростовского стрелкового полка     | старший сержант   | перенагражден орденом Славы I степени 10 ноября 1970 года. |                                 |
|         | Норышев, Михаил Матвеевич       | стрелок 1133-го стрелкового полка                                                                           | красноармеец      | 27.02.1945                                                 |                                 |
|         | Сорока, Алексей Прокофьевич     | заместитель командира батальона 1133-го Таганрогского Краснознамённого стрелкового полка                    | капитан           | 16.05.1944                                                 |                                 |
|         | Тимофеев, Николай Павлович      | заместитель командира 3-го батальона 1135-го стрелкового полка                                              | старший лейтенант | 16.05.1944                                                 |                                 |
|         | Тугуши, Елисей Семёнович        | командир роты 1133-го стрелкового полка                                                                     | старший лейтенант | 31.05.1945                                                 |                                 |
|         | Фисенко, Владимир Акимович      | разведчик-наблюдатель батареи 76-мм пушек 1135-го ордена Суворова III-й степени Сальского стрелкового полка | старший сержант   | 24.03.1945                                                 | погиб в бою 4 февраля 1945 года |
|         | Шукюров, Ширин Агабала оглы     | стрелок 1133-го стрелкового полка                                                                           | красноармеец      | 27.02.1945                                                 |                                 |
|         | Щедров, Гавриил Павлович        | командир отделения сапёрного взвода 1133-го Таганрогского Краснознамённого стрелкового полка                | старшина          | 15.05.1946                                                 |                                 |

## Память
- Именем дивизии названа одна из улиц города Ростова-на-Дону.
- В городе имеются памятные доски, посвящённые дивизии.
- Одна из школ Ростова-на-Дону носит имя 339-й стрелковой дивизии.

Памятные доски
На здании Лендворца
На здании ДГТУ